# Lonicera litangensis
Lonicera litangensis är en kaprifolväxtart som beskrevs av Alexander Feodorowicz Batalin. Lonicera litangensis ingår i släktet tryar, och familjen kaprifolväxter. Inga underarter finns listade i Catalogue of Life.